# Dragpa Päljor
Dragpa Paljor (1519-1549) was een Tibetaans tulku. Hij was de derde gyaltsab rinpoche, een van de vier belangrijkste geestelijk leiders van de karma kagyütraditie in het Tibetaans boeddhisme.